# 1636

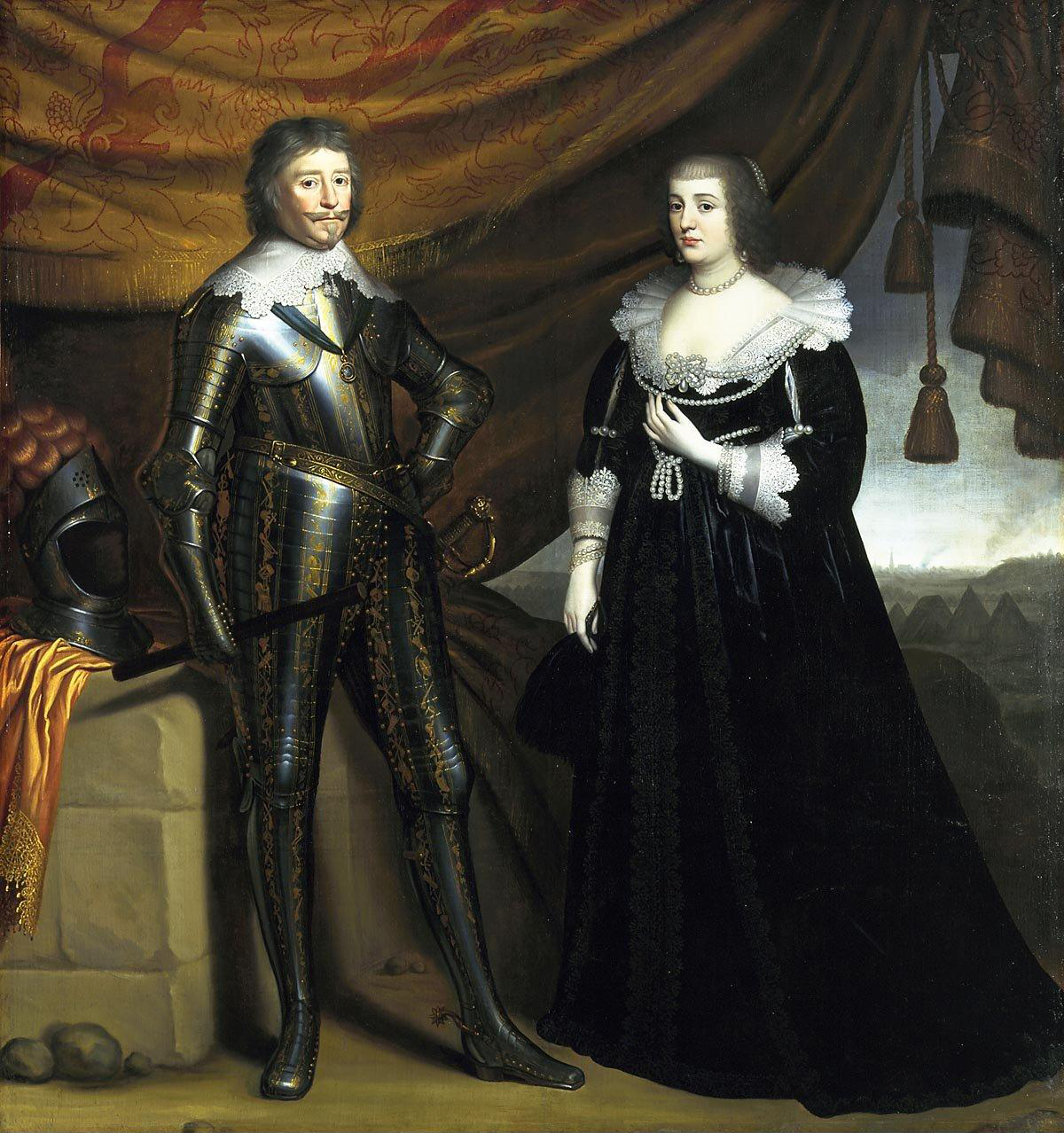
Frederik Hendrik en Amalia van Solms

Het jaar 1636 is het 36e jaar in de 17e eeuw volgens de christelijke jaartelling.

## Gebeurtenissen
februari
- 18 Joost Banckert dwingt samen met Johan Evertsen de Duinkerker kaper Jacob Colaert tot overgave.

maart
- 26 - De Universiteit Utrecht gaat van start met een inaugurele rede van de eerste rector, de theoloog Gisbertus Voetius.

april
- 29 - Het Beleg van de Schenkenschans wordt beëindigd.

september
- 8 - De fameuze Harvard-universiteit wordt gesticht als een predikantsopleiding.

oktober
- 25 - De nieuwbenoemde gouverneur van Nederlands-Brazilië, Johan Maurits van Nassau-Siegen, vertrekt vanaf Texel naar Brazilië op het schip de ‘Zutphen’.

zonder datum
- Frederik Hendrik neemt de uiterst strategische Schenkenschanz terug, maar zijn veroveringsplannen van het zuiden liggen in duigen.
- Stichting van Nieuw-Haarlem in Nieuw-Nederland door een groep boeren onder leiding van Peter Stuyvesant.
- Adriaan Pauw treedt af als raadspensionaris van Holland en wordt opgevolgd door Jacob Cats.
- Eerste synagoge van de Nieuwe Wereld, Synagoge Kahal Zur Israel, in Recife gesticht.
- Aruba wordt door de Nederlanders overgenomen van de Spanjaarden.
- De Nederlanden worden getroffen door een zware pestepidemie. In Utrecht sterft zo'n 15 procent van de bevolking.

## Beeldende kunst

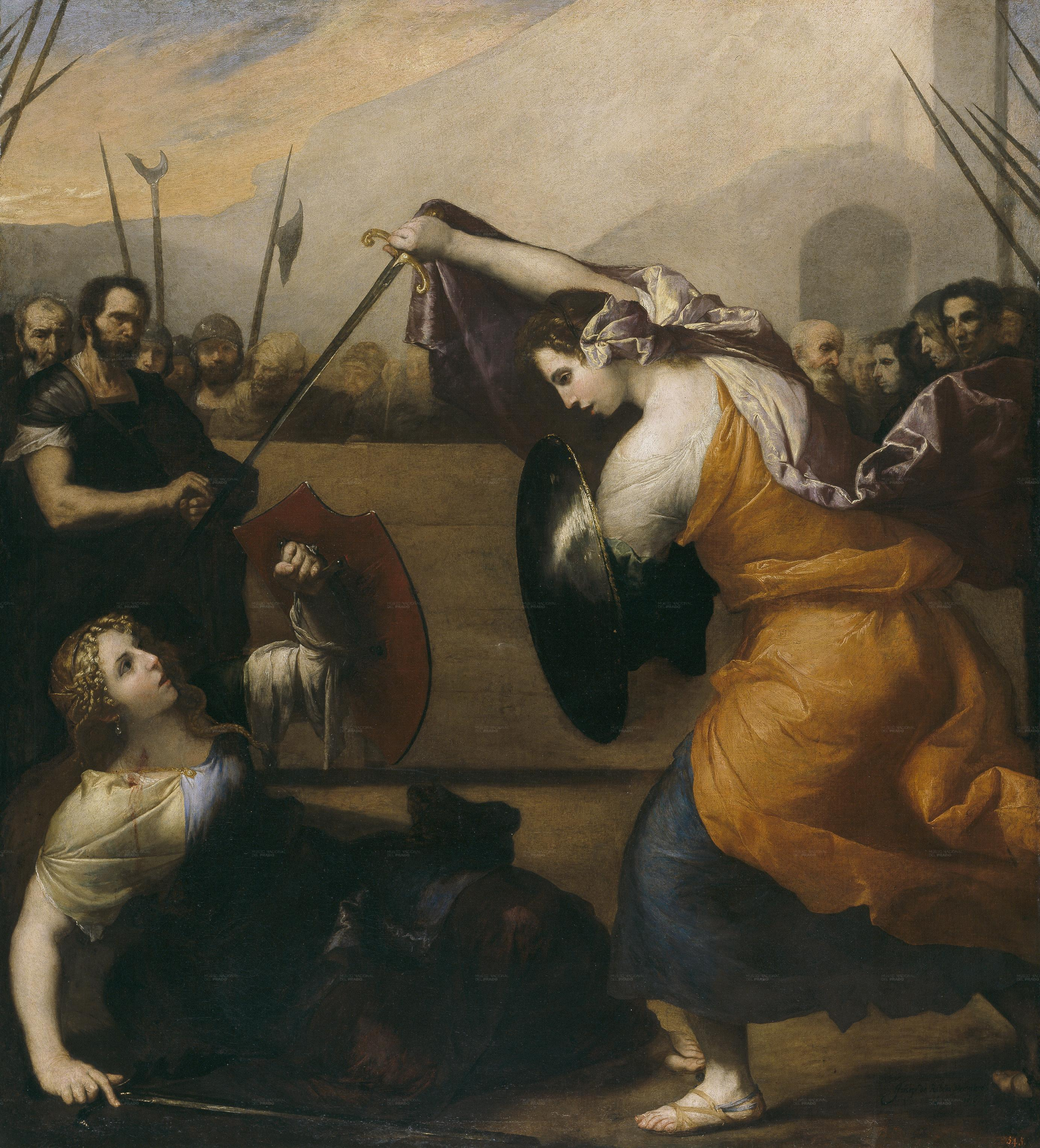
Duellerende vrouwen (1636) José de Ribera
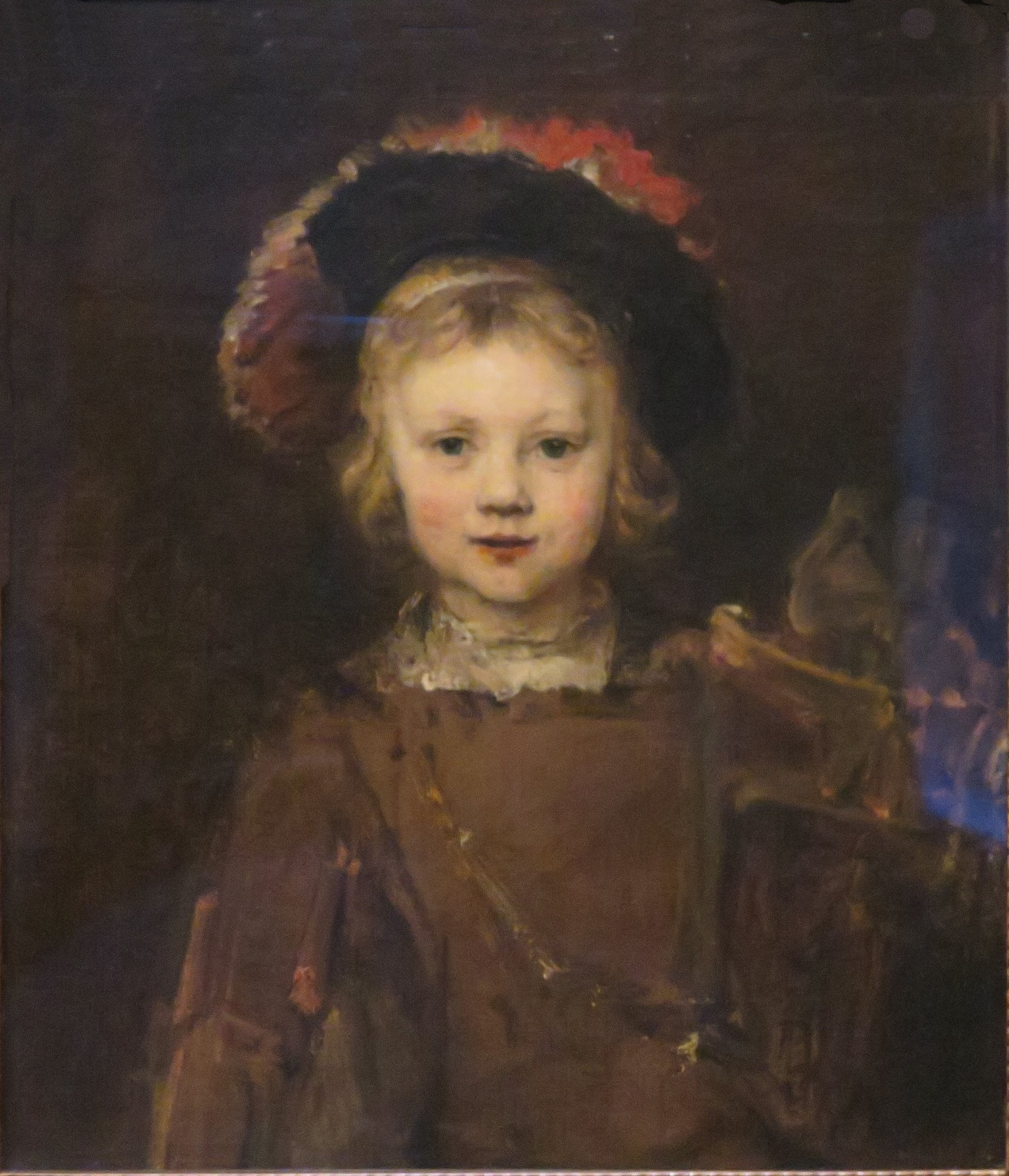
Portret van een jongen (1636) Rembrandt, Norton Simon Museum, Passadena (Californië)

## Bouwkunst

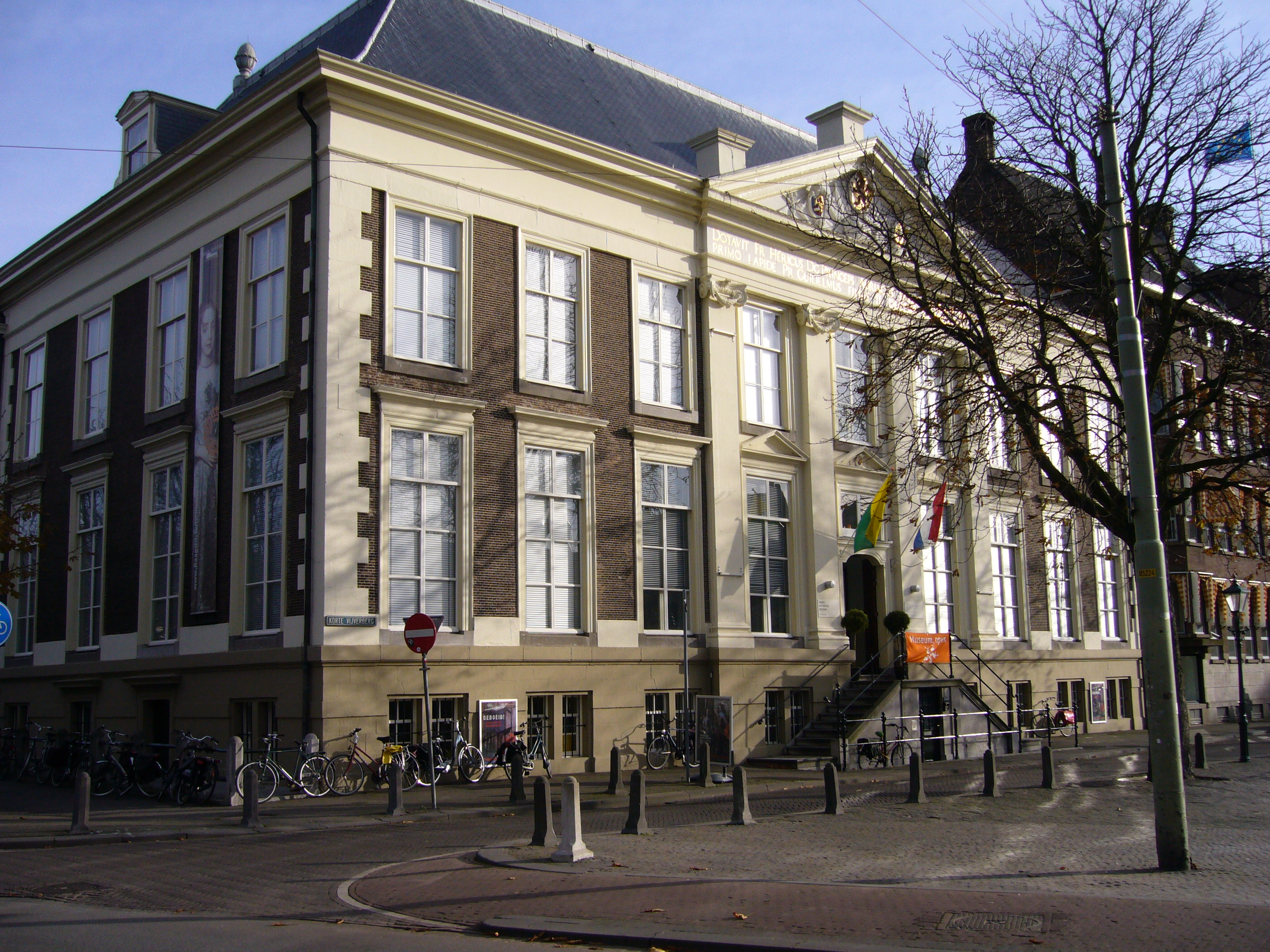
Haags Historisch Museum Arent van 's-Gravensande
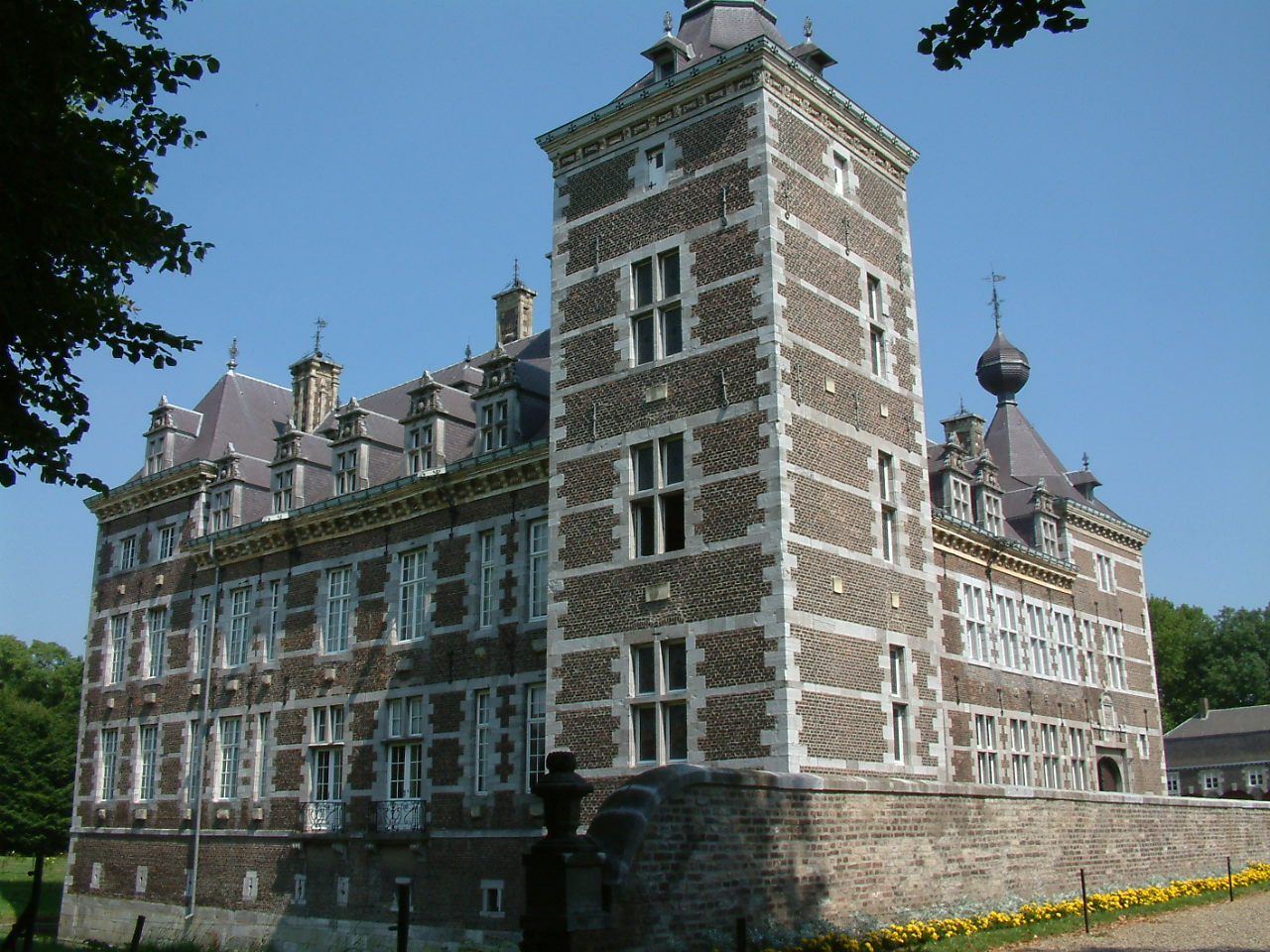
Kasteel Eijsden

## Geboren
februari
- 3 - Johannes van der Aeck, Nederlands kunstschilder (overleden 1682)
- 6 - Heyman Dullaert, Nederlands schilder en dichter (overleden 1684)

juli
- 31 - Josias II van Waldeck-Wildungen, Duits graaf en generaal (overleden 1669)

november
- 2 - Edward Colston, Engels koopman en Tory-parlementslid (overleden 1721)

## Overleden
december
- december - Anna Johanna van Nassau-Siegen (42), Duits/Nederlands gravin